# Digimon Savers 3D - Digital World kiki ippatsu!
Digimon Savers 3D - Digital World kiki ippatsu! (デジモンセイバーズ3D デジタルワールド危機イッパツ！? lett. "Digimon Savers 3D: Il Mondo Digitale in pericolo imminente!") è un cortometraggio d'animazione giapponese del 2006 prodotto da Toei Animation e diretto da Nakamura Tetsuharu. È il decimo film di Digimon ed è legato alla serie televisiva anime del 2006 Digimon Savers.

## Trama
Agumon, Gaomon e Lalamon decidono di andare nel Mondo Digitale e finiscono in un parco a tema pieno di altri Digimon, incluso Culumon che decide di seguirli. Dopo essere saltati su un veicolo molto simile ad un carrello delle montagne russe, le pessime abilità alla guida di Agumon portano i tre Digimon in diversi luoghi, inclusi un dirupo, delle caverne, un vulcano, una roccia ghiacciata ed un'area infestata ed atterrano in un luogo molto simile all'Area Oscura. Una volta lì scoprono che i dati si stanno dissipando e che Armagemon li sta assorbendo. Agumon e Gaomon si evolvono in GeoGreymon e Gaogamon per poterlo affrontare, mentre Culumon utilizza i suoi poteri per cancellare il buco nero che si trova sotto di lui. Dopo la sconfitta di Armagemon, i Kuramon che componevano il corpo del Digimon riportano le varie aree alla normalità.

## Distribuzione

### Giappone
Il corto venne inizialmente prodotto per il parco divertimenti di Sanrio Puroland dall'8 luglio 2006 al 2008. In seguito, è stato riproposto il 3 ottobre 2009 al Toei Animation Festival.